# Ombleses
Ombleses (en francès Omblèze) és un municipi francès situat al departament de la Droma i a la regió d'Alvèrnia-Roine-Alps. L'any 2007 tenia 72 habitants.

## Demografia

### Població
El 2007 la població de fet d'Omblèze era de 72 persones. Hi havia 32 famílies de les quals 8 eren unipersonals (4 homes vivint sols i 4 dones vivint soles), 16 parelles sense fills, 4 parelles amb fills i 4 famílies monoparentals amb fills.
La població ha evolucionat segons el següent gràfic:
Habitants censats

### Habitatges
El 2007 hi havia 124 habitatges, 35 eren l'habitatge principal de la família, 74 eren segones residències i 15 estaven desocupats. 102 eren cases i 16 eren apartaments. Dels 35 habitatges principals, 29 estaven ocupats pels seus propietaris, 5 estaven llogats i ocupats pels llogaters i 1 estava cedit a títol gratuït; 7 tenien dues cambres, 7 en tenien tres, 8 en tenien quatre i 13 en tenien cinc o més. 30 habitatges disposaven pel capbaix d'una plaça de pàrquing. A 21 habitatges hi havia un automòbil i a 11 n'hi havia dos o més.

### Piràmide de població
La piràmide de població per edats i sexe el 2009 era:
| Homes | Edats   | Dones |
| ----- | ------- | ----- |
| 0     | 95 o +  | 0     |
| 0     | 90 a 94 | 0     |
| 0     | 85 a 89 | 4     |
| 0     | 80 a 84 | 4     |
| 4     | 75 a 79 | 4     |
| 0     | 70 a 74 | 4     |
| 4     | 65 a 69 | 0     |
| 4     | 60 a 64 | 0     |
| 0     | 55 a 59 | 0     |
| 0     | 50 a 54 | 0     |
| 4     | 45 a 49 | 0     |
| 4     | 40 a 44 | 4     |
| 0     | 35 a 39 | 0     |
| 0     | 30 a 34 | 0     |
| 0     | 25 a 29 | 0     |
| 4     | 20 a 24 | 4     |
| 4     | 15 a 19 | 0     |
| 4     | 10 a 14 | 0     |
| 4     | 5 a 9   | 0     |
| 0     | 0 a 4   | 0     |

## Economia
El 2007 la població en edat de treballar era de 50 persones, 28 eren actives i 22 eren inactives. De les 28 persones actives 25 estaven ocupades (14 homes i 11 dones) i 3 estaven aturades (1 home i 2 dones). De les 22 persones inactives 11 estaven jubilades, 2 estaven estudiant i 9 estaven classificades com a «altres inactius».
Activitats econòmiques
Dels 3  establiments que hi havia el 2007, 2 eren d'empreses d'hostatgeria i restauració i 1 d'una empresa immobiliària.
L'únic servei als particulars que hi havia el 2009 era un restaurant.
L'any 2000 a Omblèze hi havia 11 explotacions agrícoles que ocupaven un total de 1.332 hectàrees.

## Poblacions més properes
El següent diagrama mostra les poblacions més properes.